# زمین‌لرزه ۱۹۴۲ نیکسر-اربا
زمین‌لرزه نیکسر-اربا در تاریخ ۲۰ دسامبر ۱۹۴۲ میلادی، برابر با ‎۲۹ آذر ۱۳۲۱، ساعت ۱۴:۰۳:۱۱ به زمان یوتی‌سی در ترکیه، منطقه نیکسر و اربا رخ داد. ژرفای این زلزله ۳۵ کیلومتر بود. بزرگی آن ۷٫۲ در مقیاس Mw اعلام شده‌است. زمین‌لرزه به وقت محلی در روز یکشنبه، ساعت ۱۶ روی داده و منطقه زمانی آن یوتی‌سی +۲ بوده‌است (با لحاظ تغییر ساعت تابستانی).
سازمان زمین‌شناسی آمریکا نیز جای این زمین‌لرزه را در مختصات ۴۰°۵۴′شمالی ۳۶°۳۰′شرقی / ۴۰٫۹°شمالی ۳۶٫۵°شرقی و بزرگی آنرا برابر با ۷٫۳ در مقیاس ریشتر اعلام کرده‌است.
شمار کشتگان زلزله حدود ۳۰۰۰ نفر بوده‌است. تعداد زخمیان ۶۳۰۰ نفر برآورده شده‌است. گسل مسبب این زمین‌لرزه گسل شمال آناتولی بوده‌است.